# Леопарда
Леопарда (лат. Leoparda) — древнеримский врач-гинеколог при дворе императора Грациана.
Информации о Леопарде не так много. Большая часть взята из книги врача императора Присциана, которую он написал с целью обучения женщин-врачей. В книге он отмечает, что Леопарда была уважаемым гинекологом, но её методы были не более научными, чем методы греческого Диоскорида.  В книге были цитаты из Сорана, Клеопатрии и Аспазии. Некоторые из них были рифмованы, по-видимому, для того, чтобы женщины, считавшиеся менее умными, чем мужчины, могли это запомнить. Он посвятил книгу Леопарде и двум другим женщинам-врачам, Сальвине и Виктории.

## Память
Леопарде посвящена надпись на  инсталляции «Званый ужин», сделанная в 1979 году.